# ميلا نيكولوفا
ميلا نيكولوفا (1962 - 20 يونيو 2018) عالمة رياضيات تطبيقية بلغارية، ومعروفة بأبحاثها في معالجة الصور، والمشاكل العكسية، والاستشعار المضغوط.

## التعليم والوظيفة
بعد العمل كصحفية ومهندسة في بلغاريا، أكملت نيكولوفا شهادة الدكتوراه. في عام 1995 في معالجة الإشارات والصور في جامعة باريس الجنوبية.في عام 2006، حصلت على تأهيل في الرياضيات في جامعة بيير وماري كوري.
قامت بأبحاث ما بعد الدكتوراه مع شركة الكهرباء الفرنسية، ثم انضمت إلى أعضاء هيئة التدريس في جامعة باريس ديكارت في عام 1996. وفي عام 1999، تم منحها منصبًا كباحث زميل في CNRS، المرتبط في البداية بالمدرسة العليا الوطنية للاتصالات السلكية واللاسلكية ومنذ عام 2003 مع مدرسة الأساتذة العليا باريس-ساكلي. أصبحت مديرة الأبحاث في CNRS في عام 2009.

## الجوائز
فازت نيكولوفا بجائزة ميشيل مونبيت من الأكاديمية الفرنسية للعلوم في عام 2010 «لأصالة وعمق بحثها في معالجة الصور الرياضية وفي حل بعض المشكلات العكسية».
بعد وفاتها، أعلنت مجلة التصوير الرياضي والرؤية عن خطط لنشر عدد خاص تكريماً لنيكولوفا.

## وصلات خارجية
- Home page